# Adam Wilk
Pour les articles homonymes, voir Wilk.
Adam Robert Wilk (né le 9 décembre 1987 à Anaheim, Californie, États-Unis) est un ancien lanceur gaucher des Ligues majeures de baseball.

## Carrière
Athlète évoluant à l'Université d'État de Californie à Long Beach, Adam Wilk est repêché au 11e tour de sélection par les Tigers de Detroit en 2009.
Le gaucher, qui est lanceur partant dans les ligues mineures, fait sa première apparition dans un match des majeures en tant que lanceur de relève pour les Tigers le 26 mai 2011. En relève au partant Max Scherzer dans une dégelée de 14-1 de Detroit face à Boston, il entre dans le match en troisième manche et impressionne en lançant trois manches et deux tiers, sans accorder de point à l'adversaire et retirant sur des prises quatre joueurs des Red Sox.
Wilk lance 13 manches et un tiers en cinq sorties en relève pour Détroit en 2011. En 2012, il lance 11 manches en trois présences, subissant trois défaites et accordant 11 points, dont 10 mérités. Il est libéré par les Tigers le 19 décembre 2012.
Il signe un contrat des ligues mineures avec les Angels de Los Angeles le 23 décembre 2014. Il revient dans les majeures et dispute un match pour les Angels en 2015.
Le 19 janvier 2016, il signe un contrat des ligues mineures avec les Rays de Tampa Bay et est invité à leur entraînement de printemps